# Canadian Pacific Steamship Company
 (novembre 2011).

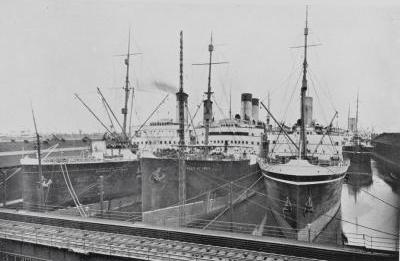
Trois bateaux à vapeur de la CPSC, le SS Empress of France, le SS Empress of India et le SS Empress of Britain.

La Canadian Pacific Steamship Company (CPSC) était une compagnie de navigation canadienne dont le siège était situé dans la Cité de Westminster, à Londres. Fondée en 1891 à partir d'une branche du Canadien Pacifique (CP), elle devient en 1971 la CP Ships Ltd..
En 2001, la compagnie est privatisée lorsqu'elle est séparée de Canadian Pacific Limited (en). Elle est incorporée à Saint-Jean (Nouveau-Brunswick), mais dirigée du Grand Londres. Ses 82 navires sont inscrits dans plusieurs pays tels le Royaume-Uni, les Bermudes, le Liberia et l'Allemagne. Leurs principaux ports d'attache sont ceux de Montréal et de Vancouver. La plupart des membres d'équipage sont d'origine asiatique.
S'étant spécialisée dans le transport de conteneurs, l'entreprise est rachetée par Hapag-Lloyd à la fin de l'année 2005.

## Historique

### Canadian Pacific Railway
En 1884, le CP achète des navires pour compléter l'approvisionnement des chemins de fer des Grands Lacs. Avec le temps, le CP maintient plusieurs lignes de navigation :
- Le Canadian Pacific Railway Upper Lake Service (Grands Lacs)[1]
- le Pacific service[1]
- le Canadian Pacific Railway Coast Service[1]
- le Canadian Pacific Railway Lake and River Service[1]

### Canadian Pacific Steamships
Au début des années 1880, le CP approche le gouvernement britannique à Londres pour établir une ligne trans-Pacifique entre Vancouver et l'Orient. En 1887, CP acquiert trois navires, le SS Abyssinia, le SS Parthia et le SS Batavia, sous l'initiative de Sir William Cornelius Van Horne. La CP en commande trois autres, et les premiers de la série Empress entrent en service au début de la décennie suivante.
En 1891, cette branche de la CP devient la Canadian Pacific Steamship Company (CPSC). La CPSC prend de l'expansion, l'émigration de l'Europe vers l'Amérique du Nord lui assurant un grand nombre de passagers. La compagnie offre également des croisières récréatives.
À la fin du XIXe siècle, la CPSC offre un service entre les ports de Vancouver en Colombie-Britannique et de Hong Kong, ainsi que des départs vers le Japon et la Chine et, plus tard, vers Manille aux Philippines et Honolulu.